# Mudathir El-Tahir
Mudather Eltaib Ibrahim El Tahir (Khartum, 23 luglio 1988) è un calciatore sudanese, attaccante dell'Al-Hilal Omdurman.

## Carriera

### Club
Nel corso degli anni ha giocato complessivamente 24 partite nella CAF Champions League, competizione in cui ha segnato complessivamente 5 gol. Ha inoltre giocato 6 partite e segnato 5 gol nella CAF Confederation Cup.

### Nazionale
Ha giocato nella nazionale sudanese Under-23.
Nel 2012 ha partecipato con la sua Nazionale alla Coppa d'Africa, segnando anche una doppietta nella fase a gironi, che ha consentito al Sudan di qualificarsi ai quarti di finale; a partire dal 2008 ha anche giocato complessivamente 13 partite nelle qualificazioni ai Mondiali, nelle quali ha segnato anche un gol.

## Palmarès

### Club
- Campionato sudanese: 6

Al-Hilal Omdurman: 2009, 2010, 2012, 2014, 2016, 2017
- Coppa del Sudan: 3

Al-Hilal Omdurman: 2009, 2011, 2016

### Nazionale
- CECAFA Cup: 1

Sudan: 2007